# Kharidjisme
Het kharidjisme (of khawaridj) (Arabisch: الخوارج, al-Khawāridj, enkelv. خارجي, khāridji), ook genoemd de ash-Shurat (Arabisch: الشراة, ash-Shurāt), is een scheuring binnen de islam die ontstond in het jaar 657 in Irak. Belangrijke kenmerken van de leer zijn de nadruk op daden in plaats van dogma's en het hebben van een goede inborst als geloofsrechtvaardiging. Zij verwerpen ritualisme en corrupt leiderschap, wat in het verre verleden leidde tot meerdere opstanden tegen het heersende gezag. Ze bestreden zowel de soennieten als de sjiieten in het verleden. Ze kwamen voor het eerst in opstand tegen de kaliefen Othman en Ali en vermoordden hen daarbij ook. De kharidjieten werden vervolgd en waren daardoor gedwongen het Arabisch Schiereiland te ontvluchten. Enkel de Ibadieten die zich tegen geweld keerden wisten op het Arabisch Schiereiland in Oman te overleven. Uit de Ibadieten ontstonden de Mozabieten.

## Geschiedenis

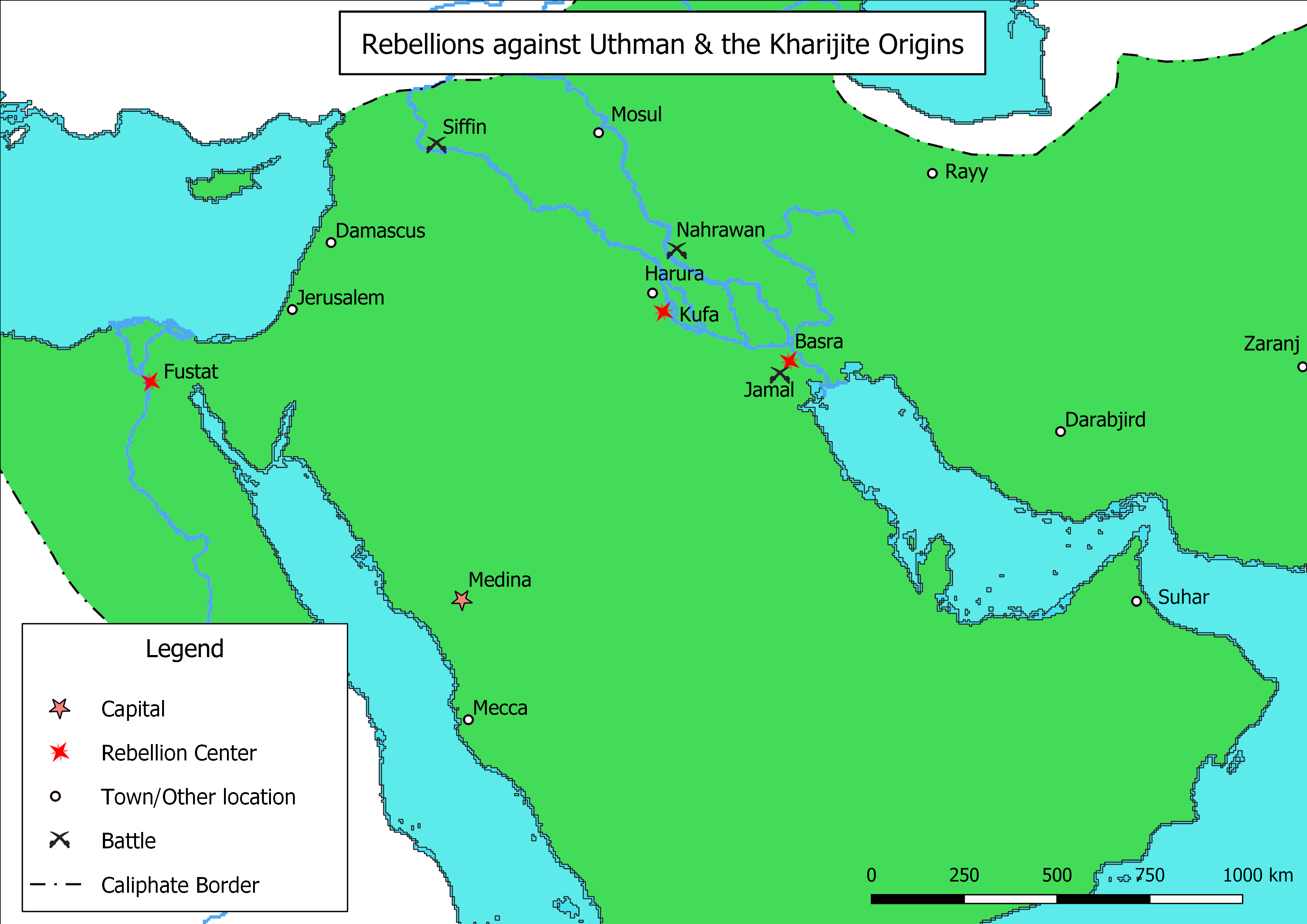
Opstanden tegen Oethman en de oorsprong van de kharidjieten.

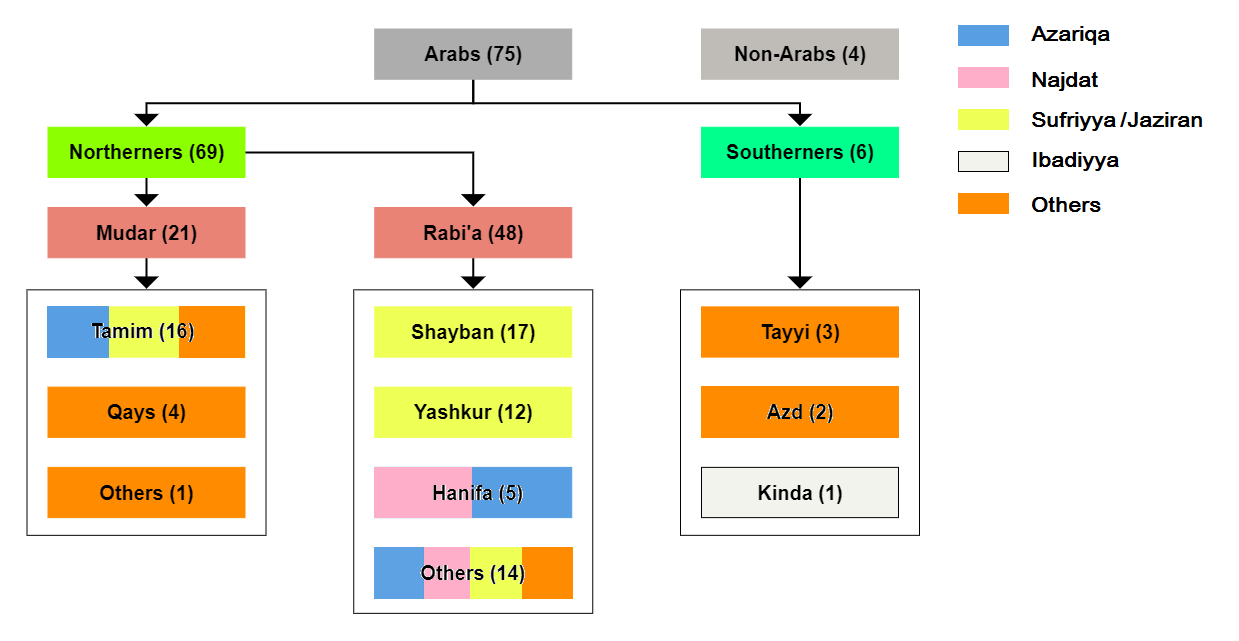
De tribale oorsprong van de geïdentificeerde kharidjitische leiders uit de Omajjadische periode (661-750)

Al in de tijd van de profeet Mohammed werd er gesproken over deze groepering. Na de moord op Oethman ibn Affan in 656 en de daaropvolgende machtsstrijd tussen Ali en Moe'awija I of wat later zal uitmonden in het conflict tussen Sjiisme en Soennisme, scheurden ze zich af en werden zij een soort derde partij.

## Opvattingen
Enkele opvattingen van de kharidjieten in het kort:
- Alleen Allah mag een oordeel vellen.
- Moslims die grote zonden plegen zijn afvallig. Indien ze hiervoor geen vergiffenis vragen, komen ze voor eeuwig en altijd in de hel terecht.
- Voor het leiderschap van een moslimgemeenschap hoeft men niet af te stammen van de Qoeraisj. Iedereen die rechtvaardig is, de nodige intelligentie, kennis en competentie heeft, begaafd is, kan deze opdracht uitvoeren.
- De kharidjieten geloven net als de sjiieten dat de moslims in het hiernamaals Allah niet kunnen zien. Soennieten geloven dat gelovigen gezegend zullen zijn met het Aanzicht van Allah in het Hiernamaals, zoals vermeld staat in de Koran: “Op die Dag zullen gezichten (van de gelovigen) schitteren, kijkend naar hun Heer.”
- De kharidjieten verwerpen net als de soennieten de onfeilbaarheid van een leider in tegenstelling tot de sjiieten die Ali en de Twaalf Imams als zondeloos en onfeilbaar zien.

## Stromingen
Het kharidjisme is een verzameling van groepen mensen die in opstand kwamen tegen het heersende gezag en kent geen verdere vertakkingen en afsplitsingen zoals het sjiisme. Het in opstand komen tegen de kaliefen verenigt alle sektes tot het kharidjisme. Vrijwel alle sektes zijn uitgestorven, op één na: de hedendaagse ibadieten, die als het minst radicaal en het meest tolerant worden beschouwd. De Berberse mozabieten in Algerije worden bij de ibadieten gerekend.
Hieronder een lijst van subsektes van het kharidjisme, vaak genoemd naar de stichter.
- Ajaridisme - gesticht door Abdulkarim ibn Ajaarid.
- Azraqisme - gesticht door Nafi ibn Azraq.
- Harurisme - gesticht door Habieb ibn-Yazid al-Haroerri.
- Ibadisme - gesticht door Abd-Allah ibn Ibadh. Het is de enige subsekte binnen het kharidjisme de dag van vandaag. Het is tevens ook de tolerantste vorm van het kharidjisme.
- Najdatisme - gesticht door Najda ibn Amir al-Hanafi.
- Sufrisme - gesticht door Ziyad al-Asfardie. Niet te verwarren met het Soefisme.
- Tha'alibisme - gesticht door Tha'alaba ibn Aamir.